# Фриденсрайх Хундертвассер
Фриденсра́йх Хундертва́ссер (нем. Friedensreich Regentag Dunkelbunt Hundertwasser, настоящее имя — Фридрих Штовассер (Friedrich Stowasser); 15 декабря 1928, Вена, Австрия — 19 февраля 2000, «Куин Элизабет 2», Тихий океан) — австрийский архитектор и живописец.

## Биография

### Семья. Детство и юность
Будущий художник родился 15 декабря 1928 года в Вене в семье Эрнста Стовассера и его жены Эльзы. Когда Фридриху был год, его отец умер во время операции по удалению аппендицита. Воспитанием сына занималась мать. С 1936 года он посещал венскую школу Монтессори, однако из-за нехватки денег учился там всего год.
В 1937 году, желая спасти Фридриха от преследований нацистов, мать (она была еврейкой) настояла на его крещении в католическую веру. После аншлюса Эльза Штовассер записала сына в гитлеровскую юношескую организацию, так как выкресты по расовым законам в Рейхе преследовались даже более жёстко, чем евреи. Благодаря настойчивости Эльзы ей было разрешено воспитывать сына до совершеннолетия. В 1943 году 69 представителей семьи Эльзы, в том числе тётя и бабушка Фридриха, погибли от рук нацистов. Последние месяцы перед освобождением Вены Эльза и Фридрих Штовассеры, спасаясь от бомбёжек, провели в погребе в доме у Дунайского канала, куда они переехали ещё в 1938 году. В 1946 году Фридрих два месяца жил у крестьянина в Шваненштадте, работая у него за кров и еду.
Искусством Фридрих начал интересоваться с пятилетнего возраста. Его первый рисунок, выполненный карандашом с натуры датируется 1943 годом. Преимущественно же он рисовал пастелью и коллекционировал засушенные цветы. На его ранних работах представлены окрестности Вены и её архитектура, причём совершенно не получили отражения реалии войны. Систематического художественного образования Фридрих не получил. В 1948 году некоторое время Штовассер посещал Венскую академию изящных искусств (класс Робина Христиана Андерсена), однако, получив навыки работы с натурой, оставил учёбу. По его словам, в Академии ему стало скучно.
В 1948 году в венской Альбертине прошла выставка, посвящённая тридцатилетней годовщине смерти экспрессиониста Эгона Шиле. На ней экспонировались в том числе и ранние работы художника из коллекции Ниренштайна. Самым большим впечатлением для Штовассера стало то, что Шиле не делал различия между изображением стен домов в пейзажах и кожи человека: «Здания Шиле казались одушевлённо-человечными — они ничем не напоминали рисунки архитектора, либо дома, выписанные другими художниками», «они светились в темноте … он писал их так, словно нет никакой разницы между кожей обнажённой девушки и кожей дома». Ещё один художник, оказавший значительное влияние на творческий путь Хундертвассера — Вальтер Кампманн. Деревья последнего, как и дома Шиле, казались Хундертвассеру одушевлёнными. Не столь сильное, как от этих двух мастеров, но всё же достаточное воздействие Хундертвассер испытал со стороны Климта и Клее.
Штовассер поменял фамилию зимой 1949 года. Свой псевдоним он образовал, переведя на немецкий первую часть своей фамилии, которая похожа на славянское слово (Сто — Hundert). Как он рассказывал позднее, вода для него — одна из главных стихий: «вода очень меня занимает», это «убежище, дверца, в которую я всегда могу улизнуть». Придуманное им для себя в 1961 году в Японии имя — переделка его первого имени Фридрих (в переводе на современный немецкий язык Фриденсрайх дословно означает Царство Мира). Хундертвассер последовательно изменял его сначала на Фредерика, потом на Фридерейха, и, наконец, на Фриденсрайха. Как объяснял сам художник, у человека должно быть много имён, каждое из них описывает одну из его ипостасей.

### Первые путешествия. Италия. Франция
В 1949 году Хундертвассер уехал в Италию. Он жил в Риме, и одним из сильнейших впечатлений для художника стали керамические изразцы в одном из римских кафе, куда он возвращался снова и снова. Как утверждал впоследствии Хундертвассер, именно таким образом он «обнаружил Джексона Поллока». Он побывал также в Тоскане, потом, объединившись с тремя французскими художниками (Бернаром, Мишелином, Рене Бро), странствовал по Сицилии.
В 1950 году Хундертвассер перебрался в Париж, город, совсем не похожий на мрачную послевоенную Вену. Его пребывание в стенах парижской Академии продлилось ровно столько времени, чтобы сделать рисунок с обнажённой натуры в классе Брианшона. Версия Хундертвассера «лаконичная» и «современная» (Ранд) была настолько убедительна, что преподаватель решил — художник не нуждается в академическом образовании.
Первая персональная выставка художника состоялась в феврале 1952 года. На её открытии в венском художественном клубе Хундертвассер прочитал лекцию «Мои цели: освободиться от всеобщего блефа нашей цивилизации». Критики и зрители разделились на два лагеря — тех, кто принципиально отвергал его работы, и тех, кто принимал позицию художника. В это же время прошла персональная выставка Хундертвассера в Венеции в галерее Санди.

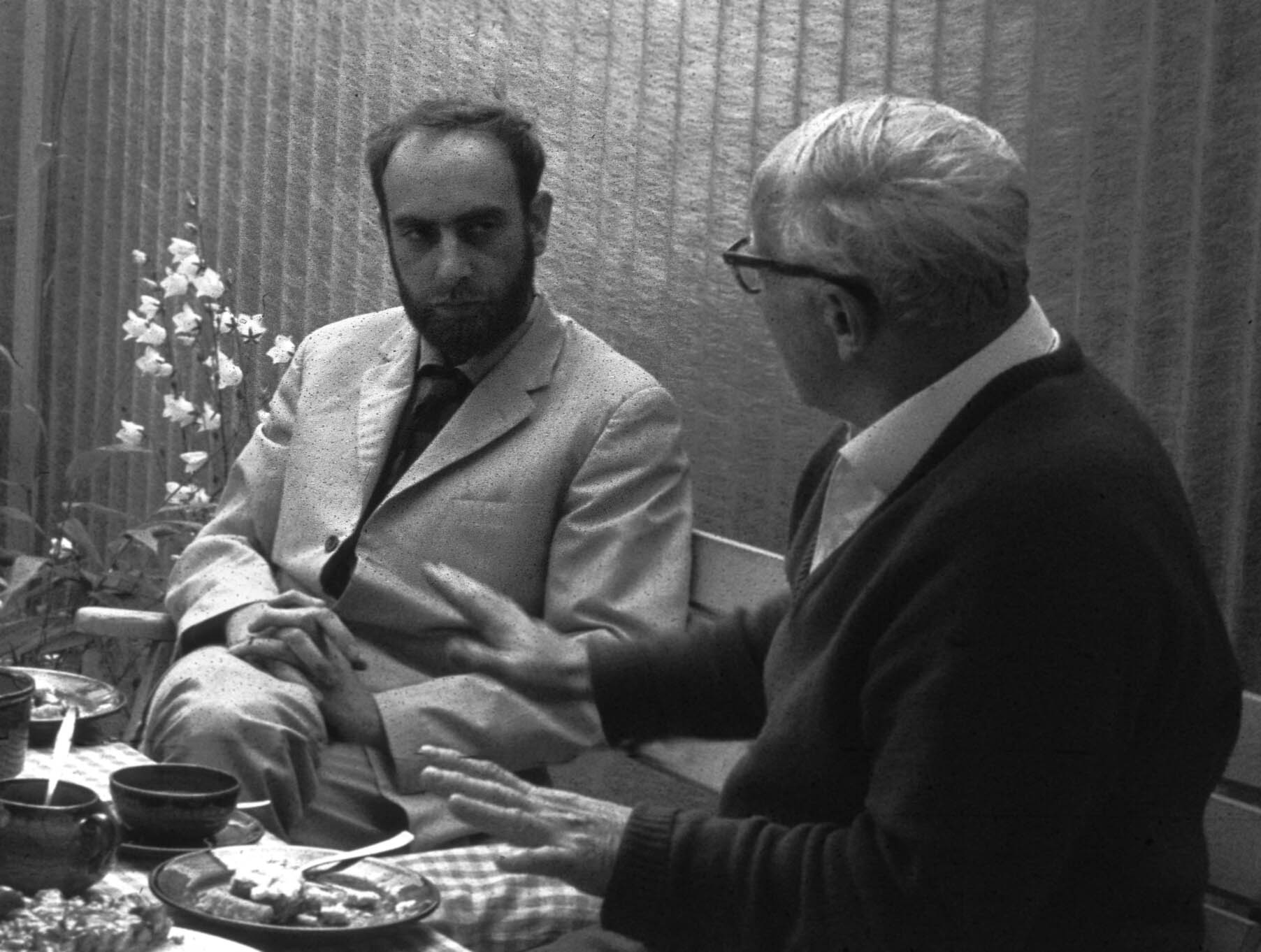
Хундертвассер в Ганновере в 1965 году (на снимке слева)

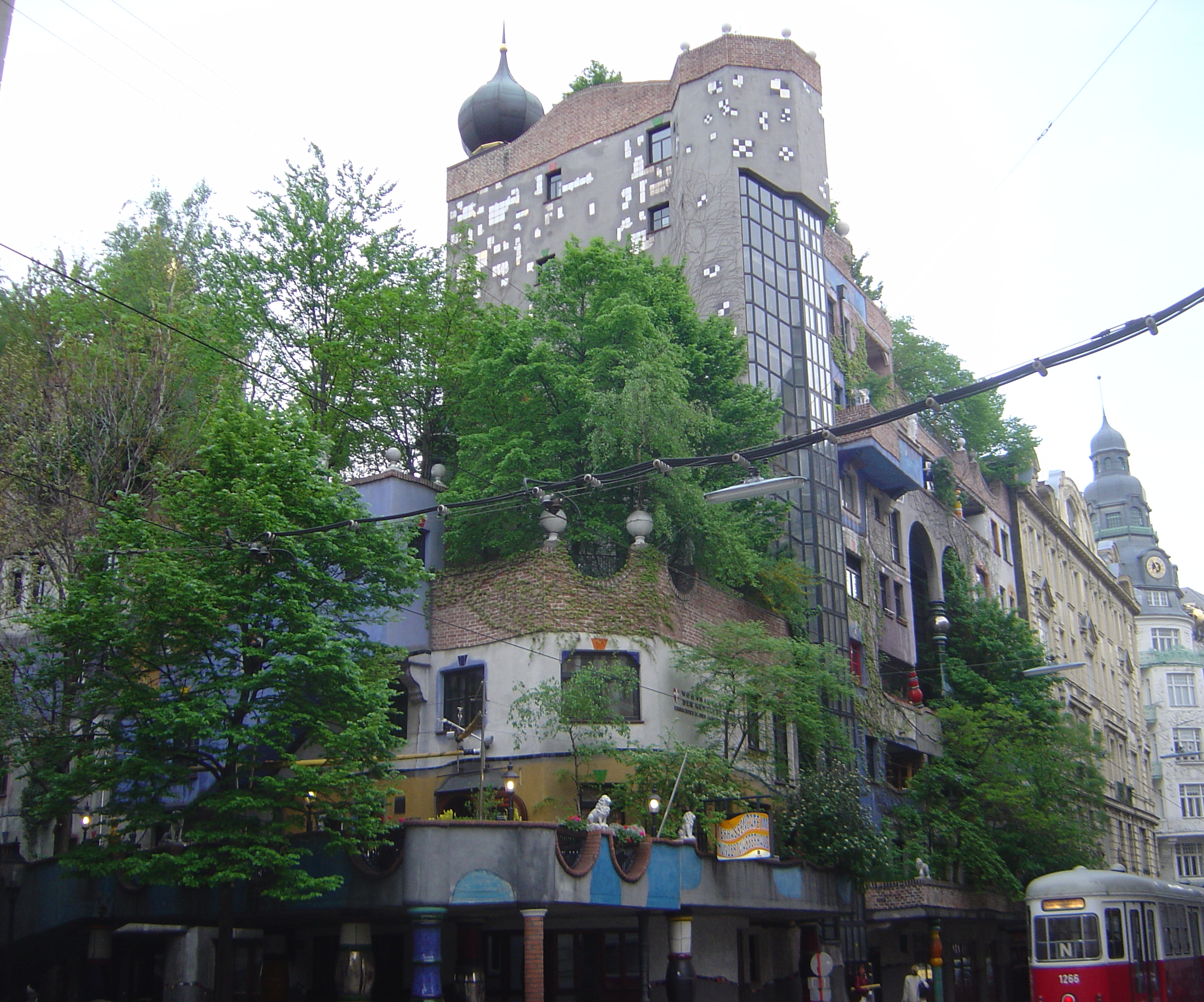
Дом «Хундертвассер» в Вене, Австрия

В 1953 году художник снова приехал в Париж. Знаменитый галерист Поль Факкетти, открывший Европе Поллока и Дюбюффе, предоставил свою площадку никому не известному экстравагантному австрийцу. Первая выставка Хундертвассера в Париже начала работу в январе 1954 года и сопровождалась хорошо продуманной рекламной кампанией. Объявления о ней публиковались во французской периодике, афиши были расклеены по всему городу, а в японском искусствоведческом журнале Bijutco Techo появилась обзорная статья Синъити Сэгуи.
Осенью 1954 года, находясь в Риме, художник заболел желтухой, и провёл два месяца в госпитале Святого Духа. Пойдя на поправку, он плодотворно работал акварелью, тогда же он начал нумеровать свои произведения, фиксировать обстоятельства их создания, материалы и их дальнейшую судьбу, создавая целое досье на каждую работу. Он делал для каждой картины нечто вроде паспорта, и таким образом она становились, как он вспоминал через много лет, «живым существом, моим ребёнком, моим созданием». Впоследствии Хундертвассер прославился тем, что выставлял строгие требования по обеспечению определённых условий хранения своих картин коллекционерам, которые их приобретали. Отчасти это объясняется заботой о сохранности работ, выполненных в смешанной технике, а потому особо уязвимых и требующих соблюдения температурного режима и влажности. Хундертвассер составлял для владельцев его произведений подробные инструкции, как надо ухаживать за ними; покупатель должен был также оплатить фотосъёмку картины — фотография оставалась в личном архиве художника.

### Япония
Автор рецензии на первую выставку Хундертвассера Синъити Сэгуи и Ив Кляйн познакомили с творчеством Хундертвассера Ямамото, владельца галереи в токийском районе Гиндза. Последний пригласил художника в Японию. Хундертвассер приехал туда в феврале 1961 года. На Шестой Международной выставке Хундертвассер получил премию «Майнити». Пребывание в Японии отмечено плодотворной творческой работой художника, погрузившегося в японскую культуру. Особенный интерес у него вызвали гравюры «укиё-э». Хундертвассер намеревался перевести в ксилографию свою картину «Дома под кровавым дождём — Зрелище, заставляющее австрийского еврея плакать» и с трудом нашёл местных резчиков, которые выполнили для этого около тридцати досок. В Токио с мая по июнь 1961 года прошла выставка его работ, произведения Хундертвассера раскупали местные коллекционеры. Он познакомился со своей будущей женой — студенткой-художницей Юко Икэвада.

### Последние годы
Художник скончался от сердечного приступа 19 февраля 2000 года на борту «Куин Элизабет 2». Он был похоронен, согласно завещанию, в Новой Зеландии на собственном участке земли в «Саду счастливых мёртвых».

## Творчество

### Архитектура
Вскоре после первой персональной выставки, прошедшей в Вене (1952), художнику была заказана линография, и Хундертвассер создал одну из своих знаковых работ — «Три дома». Он написал город, где господствует прямая линия, прямые углы, бездушная правильность, превращающая современный город в машину, который, в свою очередь заставляет своих обитателей жить в «темпе работы машины». Мотив «негуманного» прямолинейного города появился ещё в работе «Кровоточащие дома» (1952) и обыгрывался в более позднем произведении «Доброе утро, город — Кровоточащий город» (1969—1970). Экология архитектуры была содержанием его живописных и графических работ многие годы: «Небоскрёб в стиле Ле Корбюзье и деревенская церковь» (1951), «Ностальгия окон — Ностальгия в море» (1964), «Дома висят над лугами» (1971) и других. Отторжение прямой не только результат увлечённости художника прихотливыми линиями австрийского барокко и искусства модерна. По мнению Хундертвассера, прямая линия, не встречающаяся среди природных форм («прямая линия совершенно чужда человечеству, жизни, всему живому», «прямая линия чужда богу»), пагубно влияет на здоровье человека, постоянно раздражая его. Её действие сродни действию канцерогенов или ядов. Диктату прямых линий и плоскостей в современной архитектуре функционализма, утверждённому Баухаусом (архитекторы, воспитанные в его духе, по мнению Хундертвассера, нанесли непоправимый урон среде, в которой живёт современный человек), он мечтал противопоставить архитектуру органических природных форм. Хундертвассер уже в 1950-х, несмотря на то, что его точка зрения казалась дилетантской, мнением человека, не имеющего понятия о перспективном пути развития градостроительства, ратовал за создание среды обитания, отвечающей естественным потребностям человека.
Свои предложения альтернативы негуманному городу прямых линий, Хундертвассер изложил в нескольких манифестах и позднее начал воплощать в архитектурных проектах (например, в комплексе Франкфурт—Хеддерхайм). Его Спиральный дом был оснащён ветряной электростанцией, дающей энергию для перекачивания использованной воды на крышу. Стекающая с крыши вода направлялась вниз по спирали, поросшей травой, и очищалась с помощью неё, чтобы быть использованной вторично. Процесс перемещения воды — один из постоянных мотивов произведений Хундертвассера (например, в картине «Великий путь»). Любимая Хундертвассером спираль, идеально подходит для конструкции крыши дома: спиральная крыша, поросшая травой, при взгляде с высоты птичьего полёта создаёт впечатление, что никакого изменения природного ландшафта не произошло. По мнению художника, человек на земле только гость, и должен как можно меньше вмешиваться в природу.

Одна из излюбленных Хундертвассером форм в живописи и архитектуре — луковицы-купола. Для него они символизировали не какую-либо конкретную страну или конфессию, а «богатство, счастье, изобилие, роскошь и плодородие». Он восхищался куполами Московского Кремля, считая их чем-то сказочным, сродни «1001 ночи», и, вместе с тем, удивлялся, что они появились в Москве, так как им место «где-нибудь в Иерусалиме». Купола-луковицы для него были «обещанием Святой земли, рая». Купол венчает церковь Святой Барбары, ординарное здание которой Хундертвассер перестроил в 1988 году. На утверждения своих критиков, которые считали, что луковичный купол не характерен для австрийской архитектуры, он отвечал, что Австрия, находится на границе между Востоком и Западом, и её положение определяет близость к обеим традициям.
Самый известный такой проект — KunstHausWien — выставочный зал в Вене. Идея с «деревьями-квартиросъёмщиками» не случайна: Хундертвассера всегда занимали проблемы экологии, и он считал, что предоставить деревьям и траве место в доме и на нём — хоть какая-то компенсация за урон, который индустриальное общество наносит природе.

### Спираль
Мотив спирали, постоянно видоизменяющейся, ключевой для Хундертвассера, появился в его работах в 1953 году, после того, как он посмотрел французский документальный фильм «Образы безумия». Фильм был посвящён творчеству больных шизофренией из парижского госпиталя Сен-Анн. Хундертвассер обратил внимание, что некоторые из пациентов рисовали спиралеобразные линии, и это показалось ему важным. По мнению Гарри Ранда, свою роль сыграло и увлечение художника модерном, течением, не признававшим прямых линий и углов. Спираль стала для художника главной идеей в его оппозиции стилям («abstraction froide», «art autre»), задающим тон художественной жизни Парижа 50-х годов. Много лет спустя, разрабатывая архитектурный комплекс во Франкфурте (1987), Хундертвассер взял за основу спиральную форму.
Любимое живое существо Хундертвассера — улитка с домиком на спине.
Из занимательных фактов, стоит заметить что Хундертвассер всегда носил разные носки. И когда люди спрашивали его: «Почему вы носите разные носки?», он всегда отвечал: «А почему, собственно, вы носите одинаковые?!»
Графика и живопись Хундертвассера многоцветна, геометрична, изобилует вариациями спиральных структур. Чаще всего он изображает дома и окна.

В декабре 1959 года Хундертвассер устроил в Высшей школе искусства в Гамбурге перформанс с непрерывной линией. Как впоследствии он рассказывал Пьеру Рестани, ему хотелось нарисовать бесконечную линию, подобную «напластованиям скалы». Хундертвассер выбрал точку на отметке в один сантиметр от пола и вёл спиральную линию против часовой стрелки по стенам комнаты, не избегая и некоторых препятствий (окна, радиаторы отопления). Зрители, собравшиеся в комнате, не поняли ничего. Только некоторые из них видели художника, ползающего буквально у них в ногах. Примерно через час все собравшиеся покинули помещение. «Это странно, они были в центре события, которое их окружало, делая своей частью». В течение двух дней и двух ночей он и два его друга, Базон Брок и Херберт Шульдт (нем. Herbert Schuldt), непрерывно рисовали линию на стенах — сначала чёрным, потом красным. Передав кисть Броку, Хундертвассер пошёл отдохнуть в холл и там увидел толпу зрителей, которые пытались пройти на «класс Хундертвассера», однако пятеро добровольцев, исполняя приказ проректора (на стене появился плакат с запретом посещения «эксперимента Хундертвассера»), не пропускали их. Всех пытавшихся подняться по лестнице, отпихивали, а кое-кто даже пострадал в давке. По словам Хундертвассера, всё это напоминало знаменитую сцену на лестнице в картине Эйзенштейна («Броненосец Потёмкин»). Появились журналисты, событие стало достоянием общественности, узнав об инциденте из газет, в Гамбург срочно вылетел из Рима ректор школы. Когда руководство школы, желая остановить перформанс, отключило электричество, Хундертвассер купил свечи, и работа продолжалась при их свете. Он сравнивал происходящее с событиями на Масличной горе («я был один с двумя поэтами»), несением вахты на корабле («линия была красной и поднималась как воды красного моря, это было красное спиральное море». Перформанс прервали, когда линия достигла высоты 2,5 м. Хундертвассер сетовал, что ему не дали завершить задуманное и добраться до точки в центре потолка, где бы линия-спираль нашла своё логическое завершение. В знак протеста художник отказался от должности доцента в Высшей школе искусства Лерхенфельд и покинул Гамбург.

### Материалы
С особым вниманием художник относился к материалам, с которыми он работал. Он считал, что «заранее приготовленный материал — это мёртвый материал». Когда он создаётся с помощью другого человека или машины, он утрачивает свою энергию. Современный художник, в отличие от своих предшественников, не знает и не интересуется тем, откуда появились и из чего сделаны его краски. В современных картинах все цвета фабричного изготовления имеют одинаковую насыщенность, и это обедняет восприятие живописи. Но в картинах Хундертвассера возрождается магия красок старых мастеров. Художник сам приготовлял материалы для живописи, это означало для него участие в процессе с самого начала. Конечно, больше нет необходимости перетирать пигменты собственноручно, но, по мнению Хундертвассера, с отказом от этой стадии теряется «отправная точка создания картины». Пигменты, растёртые самостоятельно, более грубые, состоят из более крупных частиц, и поэтому они живые, в отличие от фабричных красок «без души». Сам художник старался начать создание картины с самой ранней стадии, однако понимал, что всего сделать не в состоянии. Так, в настоящее время невозможно получить в условиях мастерской художника ярко-синюю или ярко-красную краски. Краски, изготовленные самостоятельно приглушённого цвета, все принадлежат к красновато-черноватой гамме, но, положенные рядом с яркими красками промышленного производства, заставляют их сиять. Таким образом самодельные и фабричные краски, использованные в одной картине усиливают действие друг друга и становятся одинаково важными. Что касается количества наносимой краски, то, по мнению Хундертвассера, чем более жидка краска, тем более возможности обогатить колорит картины, ведь краску можно наносить тонкими слоями друг на друга. Разведённые краски раскрывают определённый оттенок. Густая краска, как считал художник, не даёт такого простора для цветового решения. Хундертвассер не писал маслом с его эффектами, достигаемыми при пастозном наложении красок, обратившись к смешанной технике. Он не работал красками органического происхождения из-за их нестойкости к воздействию света, стараясь использовать минеральные краски и вводя в масло, яичную темперу, акрил, вулканический песок, известь, тёртый кирпич, землю и уголь. Небрежное отношение к материалу — ещё одна причина (после приверженности прямой линии), по которой Хундертвассер не воспринимал творчество Раушенберга — Поллока и их последователей. Краски щедро разбрызгивались по всей мастерской, лишь небольшое их количество оставалось на холсте — это возмущало художника, относившегося к краскам со священным трепетом.

### Дизайн
Хундертвассер много работал также над дизайном государственных флагов, монет, почтовых марок. В 1999 году он приступил к своему последнему проекту, получившему название «Зеленая цитадель Магдебурга».

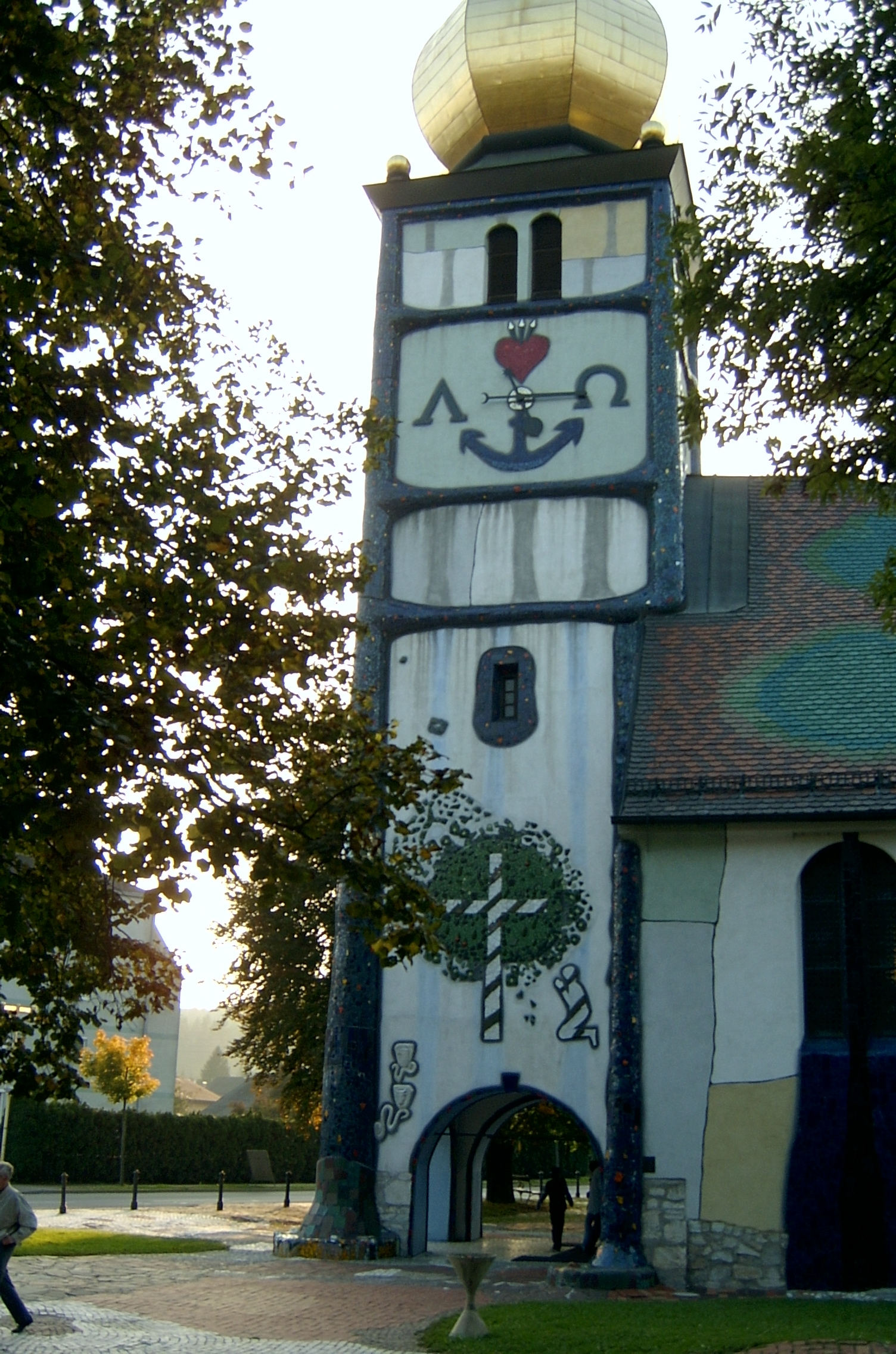
Церковь Святой Варвары в Бернбахе, в Штирии (Австрия)

## Архитектурные проекты
Хундертвассер реализовал множество архитектурных проектов:
- Австрия
  - Дом Хундертвассера, Вена, 1983—1986
  - Mierka Getreidesilo Кремс-на-Дунае, 1982—1983
  - Rupertinum, Зальцбург (Zungenbart), 1980—1987
  - Церковь Святой Варвары, Бернбах, 1987—1988
  - Деревенский музей, Ройтен, 1987—1988
  - Текстильная фабрика Рюфф и художественное оформление номеров домов, Цвишенвассер, 1988
  - Котельная Шпиттелау Вена, 1988—1997
  - Придорожный ресторан в Бад-Фишау, 1989—1990
  - Кунстхаус (галерея), Вена, 1989—1991
  - Торгово-выставочный центр (деревня Хундертвассера), Вена, 1990—1991
  - Целебный источник, Цветль, 1992—1994
  - Pavillon bei der DDSG Blue Danube Ponton Wien, 1992—1994
  - Спиральный источник I, Линц, 1993—1994
  - Онкологическая больница, Грац, 1993—1994
  - Посёлок термальных источников, Бад-Блумау, 1993—1997
- Германия
  - Фабрика Розенталь, Зельб, 1980—1982
  - Детский сад Хеддернхайм, Франкфурт-на-Майне, 1988—1995
  - Экологический дом, Хамм, парк Максимилиана 1981/1982
  - Дом на лугах Бад-Зоден (Таунус), 1990—1993
  - Wohnen unterm Regenturm (Жить под Башней Дождя) Плохинген на Неккаре, 1991—1994
  - Гимназия Лютера-Меланхтона, Виттенберг, 1997—1999[30]
  - «Лесная спираль» Хунтертвассера, Дармштадт, 1998—2000
  - Кафе в Гамбурге, 1998—2000
  - Вокзал природы, Ильцен, 1999—2001
  - Детский сад, Вюльфрат, 2001
  - Зеленая Цитадель Магдебурга, Магдебург, 2004—2005
  - Ronald McDonald Дом Хундертвассера организации McDonald's Kinderhilfe в Эссен/Гругапарк
  - Музей Хундертвассера в Абенсберге, открытие 23 апреля 2007
  - Винодельня «Хирн» в Унтерайзенхайме, открытие 2003
- Япония
  - Монумент XXI века, Токио, 1992
  - Детская площадка, Осака, 1996—1997
  - Фабрика Майсима, Осака, 1997—2000
  - Maishima Sludge Center ,Осака, 2000
- США
  - Винарня «Дон-Кихот» в долине Напа, 1992—1999
- Израиль
  - Спиральный источник II Тель-Авив, 1994—1996
- Швейцария
  - Крытый рынок в Альтернхайне, коммуна Таль, 1998—2001
- Новая Зеландия
  - Общественный туалет в Кавакава, 1999

## Избранные картины
- «Сад счастливых мёртвых», 1953, Частное собрание, Париж, кат. № 170;
- «S/S Bauta», 1953, Частное собрание, Вена; кат № 274;
- «Дом еврея в Австрии», 1962, Дом искусств, Вена [в аренде из частного собрания]; кат № 571.

## Комментарии
1. ↑  В характеристике мальчика, выданной школой, значилось: «необычное ощущение цвета и формы».
2. ↑  Рене Бро стал близким другом Хундертвассера.
3. ↑  Супруги Факкетти познакомились с молодым художником ещё в 1950 году. По словам Жанны Факкетти, увидев картины Хундертвассера, они «едва могли оторвать взгляд от сияющих спиралей, этих грёз о неведомых городах, о тонко выдуманном празднестве красок» — его полотна не были похожи на то, с чем обыкновенно имели дело галеристы. Обратил внимание на работы Хундертвассера, увидев их у Факкетти, и галерист Курт Валентин[нем.], занимавшийся преимущественно современным искусством[14].
4. ↑  По словам Гарри Ранда, Хундертвассер, как никакой другой художник, умел заставить сиять акварельные краски.
5. ↑  Для Хундертвассера это был второй брак. Первой его женой стала случайная попутчица в его путешествии на Гибралтар в 1959 году. Они были совершенно разными людьми, и сразу после заключения брака Хундертвассер подал на развод.
6. ↑  Ср. высказывание одного из ведущих архитекторов середины XX века Ле Корбюзье: «Кривая улица <…> — дорога ослов, прямая улица — дорога людей».
7. ↑  Хундертвассера интересовал круговорот в природе не только воды. В картине «Сад счастливых мёртвых» умершие продолжают жить после смерти в растениях и деревьях, частью которых они становятся, распадаясь.